# Günther Fredrik Karl II av Schwarzburg-Sondershausen

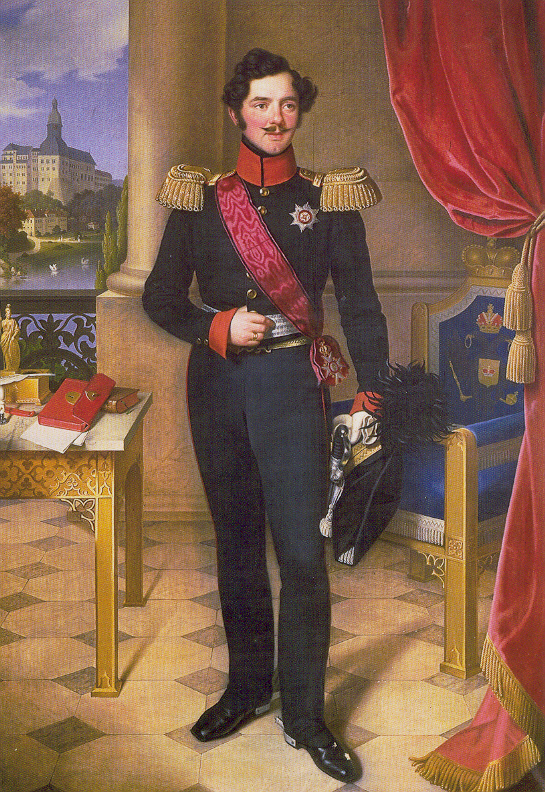
Furst Günther Fredrik Karl II målad av F. S. Stirnbrand 1837.

Günther Fredrik Karl (tyska: Günther Friedrich Karl II.), född den 24 september 1801 i Sondershausen, död där den 15 september 1889, var 1835 till 1880 regerande furste av Schwarzburg-Sondershausen. Han var son till furst Günther Fredrik Karl I och dennes hustru, Karoline av Schwarzburg-Rudolstadt (1774-1854).
Under ledning av sin mor fick Günther Fredrik Karl en omfattande utbildning inkluderande ett flertal utlandsresor. Sedan den allt mindre populäre fadern 1835 tvingats att abdikera till följd av en palatsrevolution (den så kallade "Revolution von Ebenleben") tillträdde sonen den 19 augusti detta år som ny regerande furste. Hans tidiga regeringstid utmärktes av reformer, av vilka märktes landets anslutning till den tyska tullföreningen och antagandet av en ny författning 1841 (i samband med Günther Fredrik Karls 40-årsdag). Som en följd av den sistnämnda sammankallades 1843 landets första valda folkförsamling ("lantdag"). 
Dessa reformer till trots drabbades även Schwarzburg-Sondershausen av marsoroligheterna 1848, framför allt i form av upplopp i de största städerna Sondershausen och Arnstadt, vilka det krävde hjälp av preussiska och sachsiska trupper för att slå ner. Som en eftergift mot de upproriska antogs 1849 en nyare, än liberalare författning, vilken dock åter reviderades i mer konservativ anda 1857. Vid denna tid hade också furstens egen politiska inställning blivit mindre reformsinnad.
Under Günther Fredrik Karls regering upplevde furstendömet också en begynnade industrialisering, bland annat till följd av anläggandet av landets första järnväg (Arnstadt-Erfurt) 1867. Som helhet förblev Schwarzburg-Sondershausen dock ett av de minst ekonomiskt utvecklade länderna i Thüringen.
År 1866 anslöt Schwarzburg-Sondershausen sig till den preussiska sidan i det tyska enhetskriget och blev därefter medlem i Nordtyska förbundet, varvid den formella överhögheten över landets militära styrkor slutligt överläts till Preussen. Efter fransk-tyska kriget blev Günther Karl Fredrik en av förbundsfurstarna i det nyupprättade Tyska riket.
Till följd av tilltagande ålder och problem med synen abdikerade Günther Fredrik Karl den 17 juli 1880 till förmån för sin äldste son. Günther Fredrik Karl avled nio år senare.

## Familj
Günther Karl Fredrik var gift två gånger. Hans första äktenskap ingicks 1827 med Marie av Schwarzburg-Rudolstadt (1809-1833). Paret fick följande barn:
- Günther Fredrik Carl (1828-1833)
- Elisabeth Caroline Louise (1829-1893)
- Karl Günther av Schwarzburg-Sondershausen (1830-1909)
- Günther Leopold (1832-1906)

1835 gifte Günther Fredrik Karl om sig med Mathilde av Hohenlohe-Öhringen (1814-1888). Med henne fick han två barn:
- Marie Pauline (1837-1921)
- Günther Fredrik Karl (1839-1871)

Mathilde var en mycket kulturellt aktiv furstinna och utvecklade under sina år i Sondershausen staden till ett icke obetydligt kulturcentrum. Äktenskapet var dock olyckligt och slutade i skilsmässa 1852. 